# 茱莉·嘉葉
茱莉·嘉葉（法語：Julie Gayet，法語發音：[ʒyli ɡajɛ]；1972年6月3日—）是法國的女演員及電影監製。

## 家庭和教育
茱莉·嘉葉出生在法國上塞纳省的敘雷訥，父親是外科醫生，母親是古物研究者，父母是左派知识分子。2014年傳出與時任總統法蘭索瓦·歐蘭德有曖昧關係。
2022年與前法国总统法蘭索瓦·歐蘭德結婚。

## 獎項
- 1997年：因在《蹂躏与报复（法语：Sélect hôtel）》中的角色獲得法國新進女演員獎（英语：Prix Romy Schneider）[2]。

## 外部連結
- Julie Gayet （页面存档备份，存于） Filmography at Allocine.
- 茱莉·嘉葉在豆瓣上的资料（简体中文）